# 近親相姦

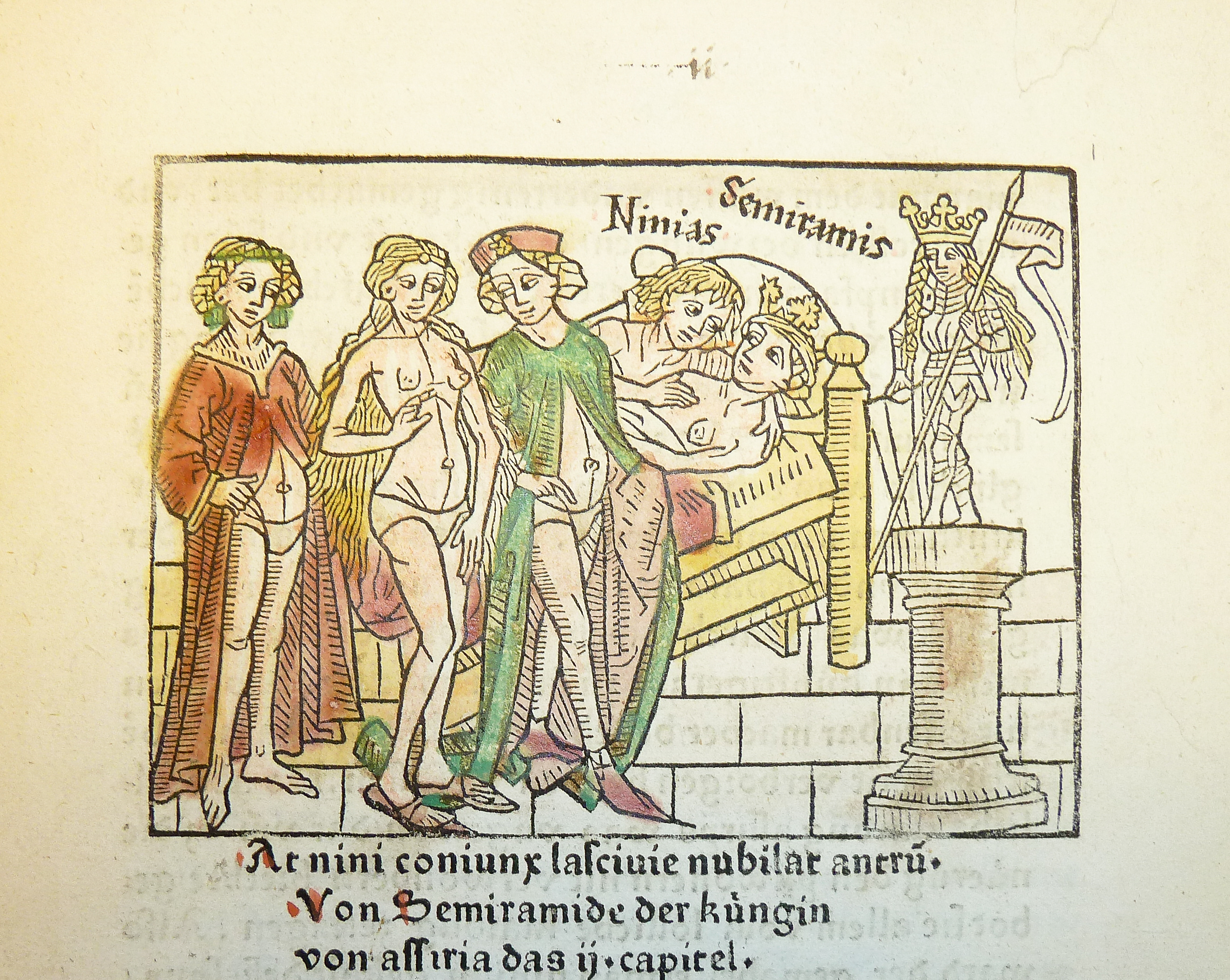
伝説上の女王セミラミスと息子ニニアスの近親相姦を描いた木版画

近親相姦（きんしんそうかん）、近親姦（きんしんかん）は、近い親族関係にある者同士による性的行為である。

## 概要
日本語辞書や文学などの分野では近親相姦という用語が用いられることが多い。英語では近親族の関係にある者によるセックスをインセスト（incest）と言う。近親相姦が相互に同意する2人の成人の間でされる場合のみを意味する言葉として、同意近親相姦（Consanguinamory）という表現がある
近親相姦は人類の多くの文化で禁忌扱いされ、この現象のことをインセスト・タブーと呼ぶ。近親者間の性的行為は異性間、同性間を問わず発生し、また大人と子供、子供同士、大人同士のいずれも起こるが、その親族範囲や何をもって性的行為とみなすかに関しては文化的差異が大きく、法的に近親間の同意の上の性的行為を犯罪として裁くか否かに関しても国家間で対応が分かれている。日本では未成年者に手を出した場合は年上側が合意があっても処罰対象となるが、成人同士の合意のある近親相姦は、同性愛と同じで処罰対象にはなっていないものの結婚は認められてはいない。しかし、同性愛の異端化・刑事罰を廃止したキリスト教圏の内、同性婚の導入がされている西欧では、成人している兄弟姉妹など親族間の近親相姦だけでなく、「当人らが成人かつ相互に愛しあっている場合」は、近親婚という法的関係もかつて同じように異端として処罰対象としていたが合法化された同性愛のように認めるべきとの議論が起きている。ドイツ連邦共和国では近親相姦を罰する禁止法があるが、相互に愛しあっている二人を処罰する制度は廃止すべきとの議論が起きている。
なお、近い親族関係にある者による婚姻のことは近親婚と呼び、関連して扱われることはあるが近親相姦とは異なる概念であり、近親相姦を違法化している法域においては、近親相姦罪の対象となる近親の範囲が近親婚の定義する近親の範囲と異なっている場合がある。下側の年齢次第では、臨床心理学などの分野で児童虐待問題で扱われる。この場合は近親姦（きんしんかん）と呼ばれることも多い。
19世紀後半から20世紀初頭の児童救済運動以降、1930年代から1960年代の精神分析の時代には、身近な性暴力である近親相姦は隠蔽される傾向にあった。心理学者・精神科医のジークムント・フロイトのエディプス・コンプレックス論は、近親姦経験の訴えを「異性親に向けた子どもの無意識の性的幻想」とみなし、この考えは1960年代までアメリカの精神医療・児童福祉分野で影響力を持ち続け、近親相姦の隠蔽に一役買った。
こうした状況の変化は、1970年代に始まるフェミニズムの時代に起こり、1971年4月にニューヨーク市で、児童虐待防止分野の伝説的な団体であるニューヨーク児童虐待防止協会に勤めるソーシャルワーカーのフローレンス・ラッシュらニューヨーク・ラディカル・フェミニストのメンバーが開いたレイプ抗議集会が契機となっている。ラッシュは、「児童への性犯罪は異常な変質者が行う犯罪などではなく、教師やボーイフレンド、親族、父親など身近な人物、それも権力関係上優位な立場にある人物の犯行であることが大半である」という現場事例紹介を行い、これは評判を呼んだ。この告発をきっかけに、ラッシュ『秘密にしておくのが一番（The Best Kept Secret）』（1976年）、S・バトラー（Sandra Butler）『沈黙の共謀（ Conspiracy of Silence）』（1978年）、精神科医ジュディス・ハーマン『父－娘 近親姦（Father-daughter Incest）』（1981年）、社会学者ダイアナ・ラッセル『シークレット・トラウマ（The Secret Trauma）』（1986年）など、性的虐待の構造的な不可視性を訴える著作が次々と出版され、この頃に「性的虐待の隠蔽から発見へ」と時代が転換した。

## 歴史

### 先史時代
2010年にロシアのシベリアで出土した5万年前のネアンデルタール人女性の骨から採取したDNAを解析した結果、両親は近親者同士であることが判明した。半血兄弟または叔父と姪などの関係であると見られ、当時の人類は集団が小さいため近親での交配が一般的であったことが指摘された。ネアンデルタール人はアフリカにいた人類と混血し、ヨーロッパ人や東アジア人などの先祖になったとされるが、彼らのネアンデルタール人由来と見られるDNAは弱い負の自然淘汰を受け続けているとされる。アダム・ラザフォードは、ネアンデルタール人の繁殖集団が小規模だったのが、自然淘汰上今でも不利に働いているのではないかと指摘している。

### 古代 - 1000年
カムチャツカ人王室、またシャム・ポリネシア・インドシナでは一般的に兄妹姉弟間の結婚が認められていた。バギルミー、ビルマの王家、ワンゴロ人やゴアムにおいても兄妹婚は珍しくなかった。インドネシアのバドウィス族は数百年来近親相姦のみによって存続している。
王家の兄妹婚は、タイ、エラム王国、セイロン島のシンハレーズ族、フェニキア人、カリア人、ヨーロッパのジョルジァ、イベリア人、アフリカのカナリア諸島のガウンチ族、ウルア族、オロモ人、バガンダ王国、バニョロ王国、バヒマ王国、メロエ王国、モノモタバ王国、オセアニアのマルケサス、コロンビアでも行われていた。
アルメニア王国ではアルタクシアス朝のティグラネス四世は妹のエラトーと結婚した。近親婚はアルメニア人の間で根強く広まっていたようで、アルメニア使徒教会（合性論派キリスト教）が普及した後も変わらなかった。
エフタルの祭司階級がエフタル滅亡後にインド西北部に土着した集団といわれる「ガンダーラ・ブラーフマナ」は兄弟姉妹間で性交する習慣があったという。
タタール人は自分の娘と結婚ができ、アッシリア人はセミラミスに対する宗教的尊敬から自分の母親と結婚した。
カンボジア地域の上層階級において父と娘、兄と妹が結婚する慣行があることが指摘されており、ギリシアの作家達は一般的にほとんど全ての外国民族にこの慣行があったと述べている。
父親を同じくする兄妹・姉弟間の結婚は、アラビア人、イスラム教を奉ずる南方スラブ人の間に見出される。
アケメネス朝ペルシアの王カンビュセス2世、両親を同じくする妹である下の妹ロクサーナと上の妹アトッサと結婚した。最近親婚（フヴァエトヴァダタ）を善行とするゾロアスター教において、この結婚は現在確認できる最初の王家による最近親婚であった。
スメリヤ王家では兄妹・姉弟間の結婚が行われていた。
古代ローマのストラボンは『地理誌』で、アラビア湾岸地帯では母親と交わる慣習が存在したと記している。マーシャル諸島や古代アイルランドでは兄弟姉妹間の結婚、ソロモン諸島では父娘間の結婚が認められている。

#### エジプト

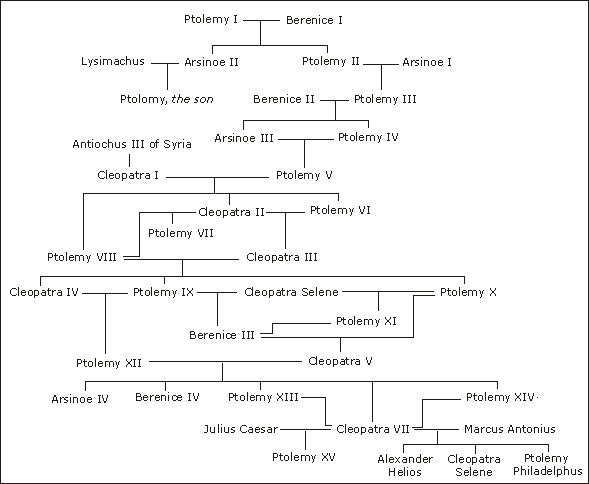
プトレマイオス朝エジプト王家の系図

古代エジプトでは、皇位継承権は第一皇女にあったが、実質的な君主（ファラオ）は第一皇女の夫であり、古代エジプトの王家で見られた兄妹・姉弟間の婚姻は、本来女系皇族が継承する皇位を、男系皇族が実質的に継承する機能を果たしていたという説がある。例えば、クフの息子であるジェドエフラーは、兄のカワブの死後、その妻でクフの娘のヘテプヘレス2世と結婚し君主になったとされる。ただし、大城道則は、王の娘に王位継承権があるとか言うのは2013年時点で過去の説だと述べている。
エジプトにおいては上の階級だけではなく、下の階級もこれに倣ったので、あらゆる階級の人々の間で近親婚が行われていた。全体の内訳としては、ローマ期エジプトの時点で121組の夫婦の内、20組が全血の兄妹婚、4組が半血の兄妹婚、2組がいとこ婚、95組が非血縁者婚だった。ローマ期エジプトには、8人の子が生存している多産な兄妹夫婦もいたことが判明している。また、山内昶 (1996) は2世紀のエジプトの話として記録された婚姻の20%（113例中23例）がキョウダイ婚とされる事実を引用する。

#### イスラエル・ユダヤ
ヘブライでは、異母兄妹同士の結婚は許されており、ネルデケは妹のことを花嫁と呼ぶ恋愛詩を紹介している。

#### 中国
中国では、春秋時代の斉の襄公とその異母妹文姜の事例がある。徐送迎 (2001) は、兄妹の性関係について父権制社会においては夫を持ちながら兄と通じることになりかねないため嫌われたものの、母系制社会においては特に嫌う理由がなく残存していたのではと考え、春秋時代の斉で長女が嫁に行かず家を守るという風習は母系制社会の影響があるのではないかと指摘し、君主の襄公が異母妹である文姜と通じたという話は、単に古代中国が東夷と呼んでいた民族において兄妹での性関係が垣間見られたため、地元に土着した君主がその風習に合わせただけだろうと述べている。

### 11世紀 - 19世紀
インカ帝国においては、インカ王家の始祖であるマンコ・カパックの婚姻形式を模倣し、皇族の純血性を守ろうとする考えから近親婚が行われ続けた。マンコ・カパックは、財産相続を巡る争いを防止し、神の子孫である一族の血の純潔を保つため王位継承者は常に一番年長の姉妹と結婚するようにとの命じた。
ハワイでは王家にのみ許される特権として近親婚が容認されるだけではなく、奨励されており、カメハメハ3世は実の妹ナヒエナエナ王妃と通じていた。古代ハワイの最も位が高い族長が姉か妹と結婚して産まれた息子は高貴な存在と見なされ、その前では誰もがひれ伏さなければならなかった。族長が腹違いの姉か妹と結婚して産まれた息子の場合は威光はさほどでもなく、その前では座るだけでよかった。ハワイにおける兄妹・姉弟間の婚姻はピオ婚と呼ばれている。ニューギニアのキワイ族は父娘間の結婚が認められ、マレー群島やミナハッサ地方では親子、兄妹・姉弟の結婚が行われた。
西アフリカのダホメの王家では兄妹・姉弟間での結婚、ムブティ族では母と息子間での結婚が行われていた。
トンガでは力量を持ったハンターが大きな狩猟の準備の際に自分の娘と性交渉を持つことがあった。マダガスカルでは主長や王は、姉妹と結婚することができる。マダガスカルのアンタムバホアカ族は、兄妹・姉弟の結婚は幸福の基であると信じる。

#### 日本
明治の初めごろ、大阪府の河内や和泉で伯父と姪の結婚がおりおりあって、それをサシアタリと呼んでいた。岩手県などの東北地方でも伯父と姪の夫婦の実例が見られ、盛岡市付近では、実の父と娘の性関係をイモノコと呼んでいる。

#### ヨーロッパ
ヨーロッパの大貴族であったハプスブルク家は血縁が近い者同士でしばしば結婚を行っていたが、病弱な子供が生まれたりもしていた。
フランスでは18世紀に入りあらゆる価値が相対化し、自由思想家の主張した精神の開放が体系化され、思想においてもマルキ・ド・サドなど家族間の性愛を称揚する動きも生まれたのだが、この時代のフランスのインセストは「哲学の罪」と言われ、一部の特権階級、すなわち神話やかつての王族に見られるインセストの特権意識を模倣したものであった。

### 20世紀以降
1968年、日本では父親に子供時代から長期に渡る近親姦をされ続け子供を産まされるなどしていた娘が、父親を殺害する尊属殺重罰規定違憲判決が起こる。1973年4月4日に最高裁判所において、刑法第200条（尊属殺重罰規定・法定刑は死刑か無期懲役だった）が日本国憲法第14条で規定された「法の下の平等」に違反し違法であるとの憲法判断が示されたことで適用される刑の変更が行われ、執行猶予付判決となった。
後藤源太郎『近親結婚と母系制 生物学からみたその起源と歴史』（1975年）によると、エスキモー、アメリカ・インディアンのティンネ族、ジャバのカラン族、セレベス島のミナハッサ族、ニューカレドニアの原住民、アフリカのバンジョロ族では母と息子の結婚が行われており、セレベス島のミナハッサ族、ビルマのカレン族、ソロモン諸島、マーシャル諸島、ペレウ諸島の原住民では父と娘の結婚が行われていた。また、ミクロネシアの一部、マーシャル諸島、ハワイでは兄妹結婚または姉弟結婚が行われていた。トロブリアンド諸島にも兄妹相姦の実例が複数ある。

## 宗教と民俗
仏教
仏教において親族姦は戒めの対象であった。南方熊楠は、そもそもこういったことが問題になったのは釈迦が活躍した時代は親族姦が多かったからではないかと論じている。
チベットの密教の一つのタントラ教は母と妹と娘を愛欲することで、広大なる悟りを得られると主張する。姉妹を妻にした三蔵法師もおり、『宝物集』では、実母と通じた明達律師、娘を妻にした順源法師は、共に往生を遂げたといわれる。南方熊楠は、仏典に親族姦の話がよく見受けられることに注目し、明達律師が母親と交わったとか順源法師が娘を娶ったといった類の日本の話は、仏典を参考に創作されたものである可能性を指摘している。
ヒンドゥー教
ヒンドゥー教のシャクティ派は兄弟姉妹婚を行っていた。インドのヒンドゥー・サクタセクトの間では、近親者間の性交は高次の性関係であって、宗教的完成への一つのステップだった。
儒教
中国語では倫理を乱す行いのことを「乱倫 (luàn lún)」というが、この用語は近親相姦の意味で使われることがある。武則天が偏見の目で見られる一因は、ある男とその子供の両方と性的関係を持つことは儒教の考えでは禽獣同然とされていたためである。玄宗は息子の寿王の嫁だった楊貴妃を寵愛したが、彼女を後宮に入れるにあたり、非難を免れるため一旦道教の寺院である道観に入れるという措置が採られた。
神道
『古事記』には「上通下通婚（おやこたわけ）」という用語が見られ、これが国つ罪の親子相姦禁止規定につながったという見方もある。「上通下通婚」という言葉について、本居宣長は『古事記伝 三十之巻』で、実の親子を対象としたものなら「祖子婚」という用語になるはずであり、そうならないのは「上通下通婚」は性的関係を持った女性の母や娘も含む概念だからだと論ずる。橋本治は「親子丼」と通称される代物まで含むのは、この話がタブーではなくモラルに関する規定だからではないかと論じている。また、日本が形作られた天地開闢ではイザナギとイザナミは兄妹であり、近親相姦というタブーを犯した結果にヒルコが生まれたとする説がある。タブーの末にこうした不具の子が生まれたり罰を受けたりする事象は神話ではよく見られ、ノアの方舟のような洪水の話は、兄妹だけが生き残ってしまったが故に近親相姦はやむを得なかったとしてタブーを乗り越えるための説話であるとされる。
ゾロアスター教
古代のゾロアスター教においては、父と娘、母と息子、兄弟姉妹の結婚は最高の善行であった。これはフヴァエトヴァダタと呼ばれ、こうした婚姻のモデルはゾロアスター教の宇宙論に見出される。サーサーン朝（226年 - 651年）以前に、王族や貴族、おそらく聖職者の間で行われていたようだが、他の階級でどうであったかはわからない。サーサーン朝以後には、フヴァエトヴァダタはいとこ婚を意味し、一般的に行われていた。19世紀の東洋学者ジャーム・ダルメステテールによると、パールシー（インドのゾロアスター教徒）が親族以外と結婚することは稀であり、いとこ婚が一般的だったが、近親婚は違法であった。フヴァエトヴァダタに関する文献研究はほとんど行われていない。人類学的研究は少なく、有益な研究は限られる。
ユダヤ教
旧約聖書の『レビ記』18章6 - 18節では、姻族も含めた近親相姦の禁止について言及されている。橋爪大三郎は、『申命記』23章1節に父親の妻に関する規定があることに触れた上で、父親のセクシュアルティを侵害してはならないというのは、父親を敬えということと一緒になった規定のようだと述べている。旧約聖書創世記19章のロトが娘二人と近親相姦をして子をなしたという話はある。ただし、ロトが娘二人と近親相姦をしたという話について、佐藤優はこの話は異常だからこそ話として残された側面があり、近親相姦がタブーではなかったとはいえないのではないかと論じている。
ユダヤ教異端
メシアを自称したシャブタイ・ツヴィ（17世紀）に始まるシャブタイ派（ユダヤ教）の預言者アブラハム・ナタン（ガザのナタン）は、来るべきメシアの時代には既存の規範が有効性を失い、近親相姦を含む全ての性の禁忌が取り去られると主張した。
キリスト教
キリスト教では近親婚はタブーである。スコラ哲学者・神学者のトマス・アクィナスはその理由について、人は自然本性的に同じ血縁の者を愛するのであるから、これに性的な愛情が加われば欲望があまりにも激しくなり、貞潔に反するためと述べている。
キリスト教異端
13世紀の後半から15世紀の初頭にドイツを中心として興った千年王国運動の潮流である自由心霊派（secta spiritus libertatis）は、神との神秘的な合一を果たした宗教的達人「自由心霊」はあらゆる外在的拘束から解き放たれ行為すると主張したが、道徳的逸脱をもって自由心霊兄弟団と批判的に呼ばれた。他人よりも姉妹と関係することが自然であり、姉妹はこの交接によってかえって貞節を増すものであると考えた。輪廻転生を信じるカタリ派においても、信仰者の中には男女を問わず自分の夫や妻よりも、兄弟や姉妹、息子や娘、甥や姪を相手に関係を持つものが多かったという。一人一人がキリストであり聖霊であると説くアモリ派や、古代キリスト教の一小分派アダム派においても近親相姦が認められていた。
キリスト教系新宗教
オナイダ・コミュニティを建設した19世紀の宗教家のジョン・ハンフリー・ノイズは、有性生殖の第一原則である近親者同士の交接を行うとして、弟の娘との間に子供を作った他、妹の娘との間にも子供を作った。彼は品種改良家の親等計算方法を引用し、兄弟姉妹は両親から50%ずつ血を受け継いでいるので、その血は100%同じであり、兄妹や姉弟間で生まれた子供は父娘や母息子間で生まれた子供よりも近いと主張した。この計算方法に従うなら、伯父姪や伯母甥の場合も、父娘・母息子相姦と同じになる。
モルモン教は兄弟姉妹婚を行っていた。
1968年に発足し世界100カ国に展開したキリスト教福音派の宗教組織ファミリー・インターナショナルは、「近親相姦は神によって禁じられていない」という認識を示し、共同体内で近親相姦が行われた。
イスラム教
イスラム教の伝承では、人類最初の夫婦アーダムとハウワーは最初にカービールとカービールの双子の妹を生み、その次にハービールとハービールの双子の妹を生んだ。預言者アーダムは子供たちが成熟すると、カービールはハービールの双子の妹と結婚し、ハービールはカービールの双子の妹と結婚するように指示した。ハービールはその指示に同意したが、カービールは自身の双子の妹と結婚することを望んだ。

### その他
ラテン語で近親相姦を意味する incestum は「不敬な」などという意味であり、ドイツ語で近親相姦の意味で用いられる Blutschande は「血の冒涜」を意味する。
近親相姦によって偉大な力を得られるという考えもあり、アフリカのマラウィにおいては、母や姉妹との交わりは戦いにおける弾よけになるという信仰もあった。
朝鮮の新羅の王族は近親婚を行っており、骨品制という身分制度において天降種族たる王族の血の純潔性を尊んだことが一因である。血が混ざると呪力が落ちてしまうという信仰の影響もあるのではという見方も存在する。
日本では男女の双子は心中者の生まれ変わりと考える文化があり、夫婦にしてやらなければならないと考えた。そのため、片方を養子に出して成人してから他人として結婚させるということが行われた。この場合は双子であっても近親相姦とは考えない傾向があった。
バリ島やサモアでは、男女の双子は母親の胎内で近親相姦をしていると考えられている。バリ島では、この双子が母の胎内にいる時から既に親密であったとして、兄弟姉妹間での性交が許されていた。また、サモアの貴族階級では姉と弟が結婚するという事例が見られる。

### 日本のムラ社会関係
日本における話として、赤松啓介は『夜這いの民俗学』（1994年）において、かつて男のフンドシ祝いや女のコシマキ祝い（以前はオハグロ祝いと呼んだ）では儀式的に初体験を行う場合があり、これが周りの人に阻害された場合などに父娘や母息子といった組み合わせで初体験を済ませてしまう場合があったようだが、あまりそういうことについてうるさく話さないという了解があったとしている。赤松啓介は、障害者に関して本来は他人が行うべき性教育を身内の人が行わざるを得なくなったために近親同士で妊娠させてしまっている場合もあること、またハンセン病患者や知的障害者は近親性交が原因で地元を離れるはめになる場合があったことなどの例を挙げ、一般の研究者がこういった社会の暗黒面を見ようとしないことを批判している。また赤松啓介は、近親性交を理由に地元を立ち退いた知的障害者は、都市部のスラムなどにおいて夫婦同然の暮らしをしている場合もあると述べている。

### 解釈
精神分析学的解釈
カール・グスタフ・ユングは、近親相姦は高度に宗教的な側面を有しており、そのために近親相姦はほとんど全ての宇宙進化論や神話の中で決定的な役割を演じていると主張した。

## 法律
近親者同士の性行為に関する法律は法域によって大きく異なっており、性行為の種類や当事者の家族関係の在り方、当事者の年齢や性別によって様々である。近親相姦を禁じる法律で近親婚が禁じられている場合もあるが、これも法域によって異なる。ほとんどの法域では、両者の年齢に関わらず近親相姦は違法であり、親子婚および兄弟姉妹婚は禁止されている。叔姪婚（おじと姪、おばと甥の結婚）の禁止も広くみられ、いとこ婚が禁止されている法域もある。スウェーデンは片親が異なる半血の兄弟姉妹間の結婚を認めている唯一の国であり、希望者は結婚前に政府のカウンセリングを受ける必要がある
合意のある近親相姦の法的な扱いは法域によって異なる。ルーマニア等の一部では、強姦や未成年者との性行為といった性犯罪において、加害者が被害者の近親者であることが加重要件となる。

## 精神医学と人間心理
ジークムント・フロイトが自ら初期の誘惑理論を放棄した後、精神医学、精神分析学、心理学の分野では1980年代に入るまでほとんどの近親姦の話は子供時代の幻想に過ぎないと主張されていたが、その後は大量の文献が発表されている。秋月菜央は、性被害の精神的影響の研究に消極的な精神科医が多い理由として、精神科医自体がインセスト・タブーの影響下にある可能性を指摘している。
スーザン・フォワードは社会には恐らく近親相姦嫌悪を原因とした、近親相姦についてのさまざまな誤解が存在していることを指摘しており、例えば、近親相姦というものはめったに存在しない、あるいは貧困家庭や低教育層や過疎地で起こるものだ、近親相姦を行うものは社会的にも性的にも逸脱した変質者だなどといった誤解を例に挙げており、また性的に満たされない人間が行うと考えられることもあるが、実際は支配欲などが主な動機と考えられており、たとえ最終的に性欲をも満たそうとすることはあっても行為のきっかけにはなりにくいとも述べている。
スーザン・フォワードは、心理学上は近親相姦とは近親者における接触性の性的行為全てを指し、接触のない近親者による性的行動は近親相姦的行為とされるとし、親子のスキンシップなど必要とされる接触行為も存在すると述べた上で、どのような行為が近親相姦行為か否かに関しての区分は、一般にそれを秘密にしなくてはならないかどうかであるとする。
近親相姦の記憶について研究を行ったジュディス・ハーマンは、記憶の断片化や喪失が見られるとして多重人格障害とは自らが提唱した複雑性PTSDの一種であると論じた。この複雑性PTSDは世界保健機関が2019年5月に改訂した疾病及び関連保健問題の国際統計分類の第11版で、正式に疾患として認められることとなった。ただし、和田秀樹は近親相姦や性的虐待の被害者が多重人格の人にも多いとはいえ、本来トラウマの後遺症に関する研究は多重人格の研究とは別物だと語っている。
精神的行為
たとえ実際に明らかな近親姦もしくは近親姦的行為がなくても、親子間において似たような破壊的力動が起こることもあると主張する研究者がいる。それは情緒的近親姦（じょうちょてききんしんかん、Emotional Incest）と言われる概念である。単に娘が父親と高校三年生まで一緒に入浴していたというだけでも、セクシュアル・アビュースと同様の影響が娘に見られた場合もあると速水由紀子は論ずる。子供との関係が養育から近親姦的な愛への境界線を越えるのは、それが子供の欲求を満たすためではなく、親の欲求を満たすためのものになった時であるというが、このような場合は親は意識レベルでは子供を性的に裏切っていることに気づかない場合も多い。この概念を用いる際は、近親姦は「明白な近親姦」と言われる。
息子に対して誘惑的な行動をとる母親の存在はよく指摘されてはいるものの、父親によるものと違い母親による誘惑行為が近親姦的な意図による虐待行為とみなされることは少ない。精神分析家の多くはかつては母親との情緒的癒着によってゲイになるのだろうと言っていたが、現在はゲイだから母親に誘惑されたという解釈も出てきている。この解釈ではゲイの場合母親が子供から得られると思っていたロマンティックな感じが得られないため、無理矢理に母親が誘惑するのであるという。
精神分析学
被害証言の信憑性
1990年代のアメリカ合衆国において、近親者から性的虐待を受けたという訴えについて、今まで抑圧されていた記憶が回復したものだと主張する心理療法家と、そのような記憶の信憑性を疑う記憶心理学者との間で意見対立が生じた。

## 文化人類学と婚姻規則

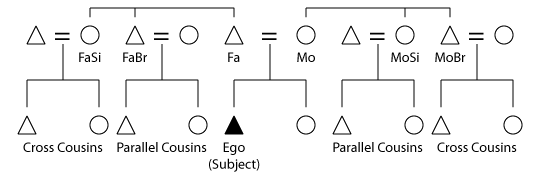
交叉いとこ (cross-cousin) と平行いとこ (parallel-cousin)

ブロニスワフ・マリノフスキが『未開社会における性と抑圧』（1927年）を書いたころは、近親相姦のタブーが外婚制を生み出したと考えられていた。ブロニスワフ・マリノフスキは、メラネシアでは父親と娘の性関係は外婚規制の対象ではないにもかかわらず問題視されていると指摘する。だが、人類学者にして構造主義者であるクロード・レヴィ＝ストロースは、交叉いとこ婚は容認されながらも平行いとこ婚は禁忌扱いされている社会があることに着目し、近親相姦の禁止は族外婚の推奨のため、自らの一族の女性を他の一族に贈与するためであるという説を体系化した。この説における族外婚とは結婚制度における規則であり、それに従うことによって家族間で女性の交換が行われ一つの社会を築き上げることができるのだと解釈できる。特に家族という概念を公的分野にまで持ち込もうとする社会では、このような婚姻規則はより複雑化するわけである。しかし、莫大な財産がある場合はこのように族外婚を行ってしまうと外戚によって一族の財産が乗っ取られてしまうため、人民に対して絶対的な地位にある場合は近親婚が行われる例もある。君主の一族における近親婚は権力の分散を防ぐためと説明されることもあり、倭国の大王家や新羅王家の慶州金氏ではしばしば血族結婚が行われていたとされている。一方、この理論は貨幣として女性を扱う考えであり、レヴィ＝ストロースにとってはこのように女性は高い価値があると主張したつもりなのであるが、女性から見た場合は自分達が交換要員として場合によっては全く馴染みがない一族と結婚させられるため必ずしも女性にとって良い思想ではなく、考え方の根本に男性優位的な側面がある可能性も指摘される。日本で行われてきた族内婚の場合、父系と母系の区別があやふやになるため、女性の継承権が必ずしも否定されないという側面も存在する。
近親相姦のイメージとは、婚姻秩序に基づいた抑圧によるでっち上げに過ぎないという見方も存在し、ドゥルーズ＝ガタリは『アンチ・オイディプス』において、母親は出自の秩序を守るため、姉妹は縁組の秩序を守るためそれぞれの近親相姦の禁止は存在すると捉えた上で、白人を主体とする植民者などといった存在と接続した原始社会の体系と革命的な「生産的な無意識」こと「欲望する諸機械」との間の境界線として近親相姦のイメージは出現しているとして、実際には代替イメージとしての近親相姦を行うことなど不可能であると主張している。大城道則 (2013) は、アクエンアテンが娘であるアンクエスエンパアテンと親子で結婚したように古代エジプトの王家では近親婚が一般的に行われていたが、これを本人たちの性癖によるものと勘違いしてはならないと注意を促している。かつてはブロニスワフ・マリノフスキやジョージ・マードックのように近親相姦の禁止は家族の維持に不可欠だという研究者もいたが、原田武は古代エジプトの話も交えながらこれは単にいかなるありようが理想的かと述べているだけだと指摘する。遊牧民族では、テントに入りきらない家族は分かれて別の家族を作っていく。ある時、遠方の部族と交戦し、相手の女を略奪して妻にした時、それがかつて別れていった一族の女で兄妹・姉弟の関係だったとしても、それは近親相姦とはされないことが多い。エマニュエル・トッドは、アラブ世界では内婚制の共同体家族という家族形式が一般的なのだが、このような世界ではもともと国家が成立しにくく、それでもイラクのサッダーム・フセイン政権のように部族連合が軍隊を掌握することで不自然ながら一応は国家が成り立っていたのに、アメリカ合衆国がイラクに侵攻したことで国家自体が消滅し「イスラム国」が展開する事態になったと指摘する。また、エマニュエル・トッドはドイツのアンゲラ・メルケル首相が進める難民の受け入れについて、いとこ婚に否定的なドイツに内婚に肯定的なシリアの人々を入れるというのは、たとえ経済的に合理的だとしても人類学的には無謀だとも語っている。
一方、中国では父系制社会を維持しようとする儒教的観点から、同じ宗族同士の同姓婚が忌み嫌われた時代があり、この同姓不婚の慣習は他国家にも影響を与え、朝鮮の高麗王朝は元のクビライ（世祖）に同姓不婚の制度を守るよう命令を受け、忠宣王も一応はこれに同意した。だが、高麗では巫俗や仏教が盛んで儒教的思想に馴染みがなかったことなどから、異母兄弟姉妹婚などの族内婚が行われていたため、このような命令を発しても現実には効果がなかったとされる。だが、李氏朝鮮時代になるとこの状況に変化が見られ、満州族が中国を征服し清王朝を樹立し後に同姓不婚の制度を廃止した一方で、朝鮮では自分たちこそ正統な中国文明の後継者という自負から小中華思想が発展し、明王朝時代の中国の法律を模範として同姓同本婚を禁じ、この状況は後の大韓民国に引き継がれることとなった。また、日本においても時代の経過とともに天皇家に近親婚が少なくなっていった理由は中国の同姓不婚制の影響ではないかという見方も存在する。池田信夫は與那覇潤との対談において、中国は戦争が激しかったので中央集権化が進み父系の外婚制になったと論じたが、與那覇潤はこれに対しあなたは経済学者だからそうまとめるのだろうが、日本にも後醍醐天皇など専制を目指した君主はいたわけで、その理論では日本が中国のような国にならなかったと言うことがすんなり説明できないとし、もっと歴史的あるいは社会的な観点を大事にすべきだと指摘した上で、中国が外婚制になったのは科挙の影響で人材を広く求める必要があったことが大きいとしている。エマニュエル・トッドは、外婚制の共同体家族の地域では共産主義が受け入れられやすく、このような家族制度の下にあるロシアや中華人民共和国のような地域では共産主義から実質的に離脱したとしてもその傾向は残り続けるとし、このような一致の理由については権威主義的な親子関係の下で兄弟が平等主義的に扱われるからだと推測している。
また、婚姻による親族関係は血族ではなく姻族と呼ばれるのだが、姻族同士の婚姻についても禁じる社会もあり、日本においては義理の直系親族と結婚を行うことが不可となっている。藤原薬子が婿である安殿親王と性的関係を結んだところ、これを知った安殿親王の父親である桓武天皇によって彼女は宮廷を追放されてしまったらしいという話もあるが、父親の死後に安殿親王が天皇に即位し平城天皇となると彼女は尚侍として宮中に戻された。川喜田二郎は1950年代にヒマラヤのチベット人の調査を行ったが、父親と息子が妻を共有したり母親と娘が夫を共有したりするなどといった慣習のある村の人に、日本で父系並行いとこ婚が認められている事実を話すと、日本はなんと逸脱した地域なのかといった回答をされたことを述べる。父親の死後に継母と結婚したり、兄弟の死後に彼らの未亡人と結婚したりするのは漢では問題視される行動であったが、匈奴では認められていた慣習であった。イスラーム教では、『クルアーン』において乳母を娶ることや乳兄弟姉妹間の結婚も禁止されている。

## 動物
人間のインセスト・タブーに関しては、今西錦司のようにサルのインセスト回避との連続体として捉える考えもある。平山朝治 (2003) は、人間はネオテニー進化を経た存在であるという見解について触れ、ボノボやチンパンジーでは性的に成熟した息子が母親と性交することはまず見られないものの、性的に成熟していなければ母親と性交する現象が確認できることから、ネオテニーの子供の場合では母親が息子のことをまだ子供だと錯覚しているため、より母と息子の近親交配が起こりやすいという仮説を立てている。

## 近親交配
第一度近親者同士による交配における遺伝的リスクは、元々の遺伝的リスクに加え全体比で6.8%から11.2%の増加と推測されている。

## 哲学と政治思想
プラトンの『国家』では、近親相姦の禁止について論じた対話が載せられているが、近親相姦を禁止するといっても具体的に父と娘の如き親族関係はいかにして定めればよいのかという問題に関しては、婚姻関係から親子関係を推定すればよいではないかという意見が載せられている。比較的緩い形で近親相姦の禁止を設けていた社会も存在し、ギリシアなどでは兄弟姉妹婚には寛容であったのだが、これは近親相姦を容認していたというわけではなく、プラトンの『国家』では娘や娘の子供達や母や母方の祖母などとの性関係は許されないとしている。これは男性側の話であり、女性の場合は息子と息子の息子や父と父の父親との性関係が禁じられると続けている。
キティオンのストア派古代ギリシア哲学者ゼノンは、「母親の局部を自分の局部で擦るのはおかしなことではない。母親の身体の他の部分を手で触ることを誰もおかしいと言わないように」という見解を持った。また、ストア派のクリュシッポスは、多くの人たちの間で正当な行いとされている通りに、父親は娘によって、母親は息子によって、兄弟は姉妹によって子供を作るのがよいと思われると述べている。また、母親や娘、姉妹と交わることは非合理ではなく、自然本性に反していないと判定しなければならないとしている。ジル・ドゥルーズは『意味の論理学』で、クリュシッポスとキニク派のディオゲネスの近親姦擁護論について触れ、諸々の物体として認識されている物体が実はその深層において混在状態にあるという考えが近親姦擁護論の背景にあると指摘している。ディオゲネスはオイディプスが言うような家族関係の混乱など、犬や驢馬にとってはどうでもいいことだと論じたと伝えられている。
ストア派において、近親者間の性交を認める論は複数見られたが、エピクロス派の創始者であるエピクロスも母親や姉妹と交わることを教えた。
空想的社会主義の思想家とされるシャルル・フーリエは、『愛の新世界』において傍系の場合の近親姦を擁護する論陣を張った。シャルル・フーリエは家族制度の廃止によって近親相姦を許可し、子供は託児所で社会が育てる形にすればよいと主張したのだが、過激だということで『愛の新世界』は長らく公にされることはなかった。
エーリッヒ・フロムは、ネクロフィリア、ナルシシズムと近親相姦的共生が極端な形態で混合したものを「衰退のシンドローム」と呼び、その具体例がアドルフ・ヒトラーであると論じた。アドルフ・ヒトラーは自らの民族を梅毒やユダヤ人から守らねばならないと主張したが、この『我が闘争』で述べられたような主張がヒトラーの近親相姦的固着を表しているとエーリッヒ・フロムは主張した。ミシェル・フーコーは『性の歴史I 知への意志』で、そもそも家族とは婚姻という形で性欲を封印する場として存在するものなのだが、18世紀以降の西ヨーロッパではそこを情緒的な繋がりの場となったため、家族がインセストを教唆する格好になってしまっていると論じた。
小川仁志 (2013) によれば、国家機能を縮小させ個人の自由を徹底的に尊重するリバタリアニズムという思想の立場に立てば、自由を主張し結婚制度を終了させ近親相姦でも何でも好きなようにやればよいという論理が成り立つが、周囲を不快にさせるようなことまで自由だというのはおかしいということで、この思想を非難する声が上がっているという。鷲田小彌太 (2016) は、人間は放っておくと欲望を際限なく追求してしまうものであり、だからこそ食人や近親相姦や殺人は禁忌とされているのだと論じた。

## 現代の研究
兄弟姉妹間
社会学者デイビッド・フィンケラーは796人の大学生を対象にした調査の兄弟姉妹姦の分析結果を1980年に発表したが、それによれば女性の15%、男性の10%は、性器の愛撫などといった行為が多いものの、何らかの形での兄弟姉妹との近親姦を報告し、その兄弟姉妹の近親姦の4分の1は年齢差などの状況から判断して兄弟姉妹間の虐待とみなされうるものであったと主張している。
兄弟姉妹の近親姦は、両親あるいは片親の欠如など家庭内における両親の機能が存在していないことが、重要なファクターとして機能している可能性がある。
Floyd Mansfield Martinsonは1994年の自らの著書『The Sexual Life of Children（訳：子供達の性生活）』で子供の性について扱っている。Floydは、子供時代の男女間の性的行為そのものがかなり普通にあると論じ、互いに近い関係にあることが原因で子供時代の兄弟姉妹の間で性的行為が起こりうるとしている。
H. Smith and E. Israel (1987) は、コロラド州のボルダー性的虐待チームに1982年5月から1985年12月にかけ報告された25例の兄弟姉妹姦の事例の調査で、兄弟姉妹姦を行っている子供の多くは親と疎遠な関係にある傾向があったとしている。一方、原田武 (2001) は、しばしば両親や片親の不在や機能不全が兄弟姉妹の近親相姦を起こりやすくするという見解が唱えられているが、全く逆に家族の厳格さが子供達を密接な関係にしている可能性もまた存在すると指摘している。
日本の厚生労働省の扱いとしては、『子ども虐待対応の手引き 平成25年8月厚生労働省の改正通知』によれば、兄弟姉妹間の性的虐待は統計上は親がネグレクトをしたという扱いになっている。
母親と息子の近親姦に関しても様々な研究が行われているが、少なからず発生しているにもかかわらず、アメリカ合衆国においては、母と息子の近親姦に対する嫌悪が強く、議論が進みにくい状況がある。アメリカ合衆国では母息子間の近親姦は近親姦の中でも最大の禁忌であり、理論上の可能性として母息子間の近親姦を取り上げただけで白い目で見られたとリチャード・ガートナー (1999) は述べている。
リチャード・ガートナーは、母親からの性的虐待を受けた男児の心理状態として、「自分は特別な存在であり、特権を与えられるに値する人間なのである」という感覚を持つ一方、実のところその感覚はかりそめでいつ壊れても不思議はないものという感覚があり、それに対して過剰に警戒しながら母親の恋人としてふさわしくあろうとするために、パラノイアに近い広範な不安に苛まれてしまっていると述べている。Arnold Rothstein (1979) は、この不安は自分自身が母親に嘲られる可能性を予期し、先々それに応じた反応を取ることで心理的な被害を食い止めようとするために起こる反応であるとしている。この理論はグレン・ギャバード and Stuart W. Twemlow (1994) によってさらに発展され、息子は母親によって母親の自己愛を満たすことが自分の役割だと思い込まされるが、そのために間違ってでも母親を不快にさせた場合、それは自分の存在そのものを否定されることに等しくなり、それゆえに息子はまるで綱渡りをしているような状況に陥るのだという。一方、自分が特別だという感情は行為そのものへの武勇伝的感覚などに由来するとみられ、こうした感情は自分が非常に誘惑的で、多くの女を魅惑する力を持っているのだと思い込む力へとつながるが、虐待時の母親の行動は母親の都合で歪められた認識下で起こっていることが多いとリチャード・ガートナー (1999) は述べている。
Loretta M. McCarty (1986) は、娘を虐待する母親は娘を自らの拡張のように扱う傾向があるのに対し、息子に近親姦を行う母親の中には父親不在でまるで息子を同世代の仲間であるかのように扱う場合も存在したという報告をしている。
Robert J. Kelly et al. (2002) は、様々な関係の人物からの性的虐待を報告した67人の男性を扱っているが、うち17人が母親からのものだったと報告しており、またそのうちの約半分は母息子近親姦に対して当初は肯定的感情あるいは混合した感情を示していたにもかかわらず、母親との近親姦を報告した男性は他の性的虐待を報告した男性よりも深刻なトラウマを抱えやすい傾向があった事を報告している。
外山滋比古は、『家庭という学校』（2016年）において、昔は子供が多かったので母親が一人の子供に入れ込むというのは起こりにくかったと指摘している。
同性の親子の近親姦の場合は、インセスト・タブーに加え同性愛のタブーも加わるため非常に見えにくくなっている。父親と息子の場合の家族モデルは父親と娘の場合とよく似ている場合が多いが、こういった場合は父性的なものすなわち権力的なものに対する反抗が起こることが多い。
Katharine N. Dixon et al. (1978)  は、病院に運ばれた外来患者として6人の父親（実父4人・義父2人）から性的虐待を受けた10人の息子の事例を報告しているが、自己破壊的で他人を殺害したい衝動を持っていた被害者が多かったという。Robert K. Ressler, Ann W. Burgess and John E. Douglas (1988) は、『快楽殺人の心理 FBI心理分析官のノートより』で、自分たちが研究した男性殺人者の中には父親によって性行為を強要されたと語る者もいたという。
母親と娘の近親姦に関しては、社会における女性が加害者とならないという通念や母性の考えが、この性的虐待の形式を非常に見えにくいものとしている。母親から娘に対する性的虐待を扱った書物としては、1997年に出版されたBobbie Rosencransによる著作『The Last Secret: Daughters Sexually Abused by Mothers（訳：最後の秘密—母親に性的に虐待された娘）』という書物がある。Rosencrans (1997) による93人の被害者への調査は、虐待について誰にも告げられないまま平均28年を過ごしていたことを示す。

### 発生率調査
社会学的な観点から人間の性の実情を探ろうとする動きがあり、この一環として近親姦の発生率についても扱った調査が存在する。
1940年の精神科の女性患者142人と比較群の健康女性153人の合計295人の女性を対象とした、カーネイ・ランディスによる調査では、性的に成熟する以前の性的虐待の体験率が調べられたが、その調査では近親者による性的虐待率は12.5%であった。
1953年の女性4441人を対象にしたアルフレッド・キンゼイらによるキンゼイ報告でも、同じく性的に成熟する以前の性的虐待の体験率が調べられ、その調査結果によれば近親者からの性的虐待の体験率は5.5%、父親または義理の父親によるものは1.0%であり、近親姦を含む性的虐待の加害者は男性が100%で女性は0%としている。なお、キンゼイ報告は統計学的に不適切な点があることも指摘されている。
1978年にはアメリカ合衆国のカリフォルニア州でダイアナ・ラッセルにより930人の女性を対象に性的な接触行為まで含めた場合の発生率調査が行われた。それによると近親者による性被害率は女性が18歳までで全体の約16%である。ラッセルの研究によると、4.5%が父親で残り12%が別の肉親であり、全体16%のうち3分の1近くが父親によるものであることを示す。近親相姦虐待の回復記憶かつ後に撤回されたものでは、女性クライアントやセラピストはまず父親を加害者であるとすることが多いが、ラッセルの研究では、加害者は実父よりも継父が圧倒的に多かった。
1978年の、大学生796人（女性530人、男性266人）を対象にしたデイビッド・フィンケラーの報告では、女性は家族による性的虐待率は8.4%でうち父親もしくは義理の父親によるものは1.3%、男性は家族による性的虐待率は1.5%で父親もしくは義理の父親によるものは0%だった。
一方、男性の場合は不適切な性的関わりを「虐待」という言葉で表現することに違和感があり、そういった例が過少申告されうるとの指摘もあり、デイビッド・リザックらは1996年に、大学生の男性を対象にして「虐待」という表現を質問では用いずに行った調査報告を発表した。その調査報告では男性の近親者による性被害率は16歳までで全体（N=595）の3 - 4%としている。
一般的には親子の近親姦は父親と娘のパターンが多いと言われているのだが、「虐待」という概念によって感覚的に統計上のバイアスがもたらされている可能性もあり、比率に関しては安易に断定することはできない。また、Ann Banning (1989) は母親による近親姦は、フェミニスト的観点によってまるで存在しないかのように扱われてきたと指摘した。
日本では1972年、五島勉が著書『近親相愛』でアンケート調査の結果を発表した。それによれば、女性1229人から得られた回答を基にした分析で、4.7%が実際に家族と性的行為を行った、もしくはギリギリの状況まで進んだと推定されるとしている。
また、精神科医の斎藤学がラッセルの基準を参考に、1993年に過食症の女性患者52名、比較群の健康女性52人に行った調査がある。その結果、健康女性の2%、過食症の女性患者の21%が18歳までに何らかの近親姦的被害に遭っているという調査結果が得られた。
一方、石川義之は1993年に大学・専門学校生を対象に調査を行ったが、非接触性のものまで含めた場合は女性の12.3%が近親姦的な性虐待被害を報告しており、父親によるものはうち5.7%であった。
大韓民国では2005年にHyun-Sil KimとHun-Soo Kimが、定義を年長者による暴行もしくは脅迫を伴った何らかの形式での性的挿入を伴った被害に絞った上で近親姦の発生率を調査し発表しているが、それによれば青年1672人中3.7%がそのような近親姦を報告したとされている。

## 神話・民間伝承における近親相姦
神話における近親相姦
民間伝承における近親相姦
昔話において、近親相姦は神話のように頻繁に登場するモチーフではない。関西大学の髙岸敦夫によると、近親相姦のモチーフが使われている昔話の多くは「状況や展開が『ロバの皮』と似通ったもの」であり、父が娘に求婚するが娘ははそれを拒んで去るという展開で、近親相姦が行われるわけではない。

## 美術
日本
喜多川歌麿は兄妹・姉弟の近親相姦の絵画を複数描いており、『絵本笑上戸』の書入れには「兄さんが、妹のぼゞをするに、誰がなんというものだ」と書かれている。『會本都功密那倍』では姉弟の行為が描かれている他、『會本色能知功佐』では、兄が「さすがは、俺が妹ほどあつて、まらには巧者なものださ」と言っており、双方共にあまり罪の意識が感じ取れない。いとこ同士は鴨の味だが、兄妹では家鴨の味であり、さらに格別であるという表現がいくつかの作品で共通して見られる。また、姉の情事を脇見しながら男根を握り締める弟の絵など、直接的な性行為を描かずとも血族間の性愛的な関係を描いた春画もある。
喜多川歌麿以外では、勝川春章作画かといわれる『腹受想』でも姉弟の性行為が描かれる他、渓斎英泉の『美多礼嘉見』では母親の乳首を弄りながら男根を勃起させている子供の絵が描かれている。